# Liste der Auslandsreisen von Bundespräsident Joachim Gauck
Der deutsche Bundespräsident Joachim Gauck hat während seiner Amtszeit vom 18. März 2012 bis zum 18. März 2017 folgende offizielle Auslandsreisen durchgeführt.

## 2012
| Datum                | Ort                                                                        | Hauptgrund |
| -------------------- | -------------------------------------------------------------------------- | --- |
| 26. und 27. März     | Warschau ( Polen)                                                          | Treffen mit Präsident Bronisław Komorowski, Ministerpräsident Donald Tusk und Parlamentspräsidentin Ewa Kopacz |
| 16. und 17. April    | Brüssel ( Belgien)                                                         | Treffen mit NATO-Generalsekretär Anders Fogh Rasmussen, dem belgischen Ministerpräsidenten Elio Di Rupo, dem Präsidenten des Europäischen Rates Herman Van Rompuy und dem Präsidenten der Europäischen Kommission José Manuel Barroso |
| 16. und 17. April    | Straßburg ( Frankreich)                                                    | Treffen mit dem Präsidenten des Europäischen Parlamentes Martin Schulz |
| 4. Mai               | Stockholm ( Schweden)                                                      | Treffen mit König Carl XVI. Gustaf und mit Königin Silvia von Schweden |
| 5. und 6. Mai        | Breda und Amsterdam ( Niederlande)                                         | Während seines Besuchs hielt er am 5. Mai anlässlich der Feierlichkeiten zum Jahrestag der Befreiung von der deutschen Besatzung in Breda als erstes ausländisches Staatsoberhaupt die zentrale Rede. Unter dem Titel „Befreiung feiern – Verantwortung leben“ betonte er das Bewusstsein für die deutsche Schuld und erinnerte an die mehr als 100.000 getöteten niederländischen Juden. Gauck äußerte sich auch zu dem (kurz darauf verstorbenen) niederländischstämmigen Kriegsverbrecher Klaas Carel Faber, der seit 1952 in Deutschland gelebt hatte und als deutscher Staatsangehöriger nicht ohne seine Zustimmung ausgeliefert werden durfte: „Wir haben kein Interesse daran, Verbrecher zu schützen.“ Er sagte aber auch, die Rechtsordnung müsse natürlich respektiert werden: „Ich bin kein König.“ |
| 11. und 12. Mai      | Jalta und Krim ( Ukraine)                                                  | Am 25. April 2012 wurde bekannt, dass Gauck die geplante Reise in die Ukraine abgesagt hat. Dort – in Jalta auf der Krim – sollten sich zentraleuropäische Präsidenten treffen. Als auch die Präsidenten Österreichs, Tschechiens und Sloweniens das Treffen boykottierten, wurde dieses abgesagt. Hintergrund war die tiefe Besorgnis über das Schicksal der früheren Ministerpräsidentin Julija Tymoschenko. |
| 28. bis 30. Mai      | Tel Aviv, Jerusalem und Rehovot ( Israel), Ramallah und Burin ( Palästina) | In Israel sprach sich Gauck für eine Zweistaatenlösung und eine Änderung der israelischen Siedlungspolitik aus. Die „berechtigten Anliegen des palästinensischen Volkes“ müssten Berücksichtigung finden, ebenso wie Israels Recht, in Frieden und in gesicherten Grenzen leben zu können. „Das Eintreten für die Sicherheit und das Existenzrecht Israels“ sei „für die deutsche Politik bestimmend“. Gauck erklärte, das iranische Nuklearprogramm sei „eine Bedrohung nicht nur für Israel, sondern eine potenzielle Gefahr auch für Europa“, warnte jedoch vor einer militärischen Lösung des Konflikts. In Ramallah traf Gauck den Palästinenser-Präsidenten Mahmoud Abbas. |
| 11. Juni             | Chur ( Schweiz)                                                            | Gespräche mit dem österreichischen Bundespräsidenten Heinz Fischer, dem Erbprinzen Alois von Liechtenstein und der Schweizer Bundespräsidentin Eveline Widmer-Schlumpf am Treffen der deutschsprachigen Staatsoberhäupter |
| 15. Juni             | Rom ( Italien)                                                             | Treffen mit dem italienischen Staatspräsidenten Giorgio Napolitano und dem italienischen Ministerpräsidenten Mario Monti |
| 2. Juli              | Paris ( Frankreich)                                                        | Treffen mit dem französischen Staatspräsidenten François Hollande |
| 27. und 28. Juli     | London ( Vereinigtes Königreich)                                           | Besuch der Olympischen Sommerspiele 2012 |
| 2. August            | Küstrin ( Polen)                                                           | Treffen mit dem polnischen Präsidenten Bronisław Komorowski, gemeinsame Eröffnung des Musikfestivals Przystanek Woodstock |
| 16. August           | Wien ( Österreich)                                                         | Treffen mit dem österreichischen Bundespräsidenten Heinz Fischer und dem österreichischen Bundeskanzler Werner Faymann |
| 29. und 30. August   | London ( Vereinigtes Königreich)                                           | Besuch der Sommer-Paralympics 2012 |
| 11. September        | Kopenhagen ( Dänemark)                                                     | Treffen mit Königin Margrethe II. von Dänemark |
| 10. Oktober          | Prag ( Tschechien)                                                         | Treffen mit dem tschechischen Präsidenten Václav Klaus und dem tschechischen Ministerpräsidenten Petr Nečas |
| 13. November         | London ( Vereinigtes Königreich)                                           | Treffen mit Königin Elisabeth II. und Prinz Philip |
| 19. und 20. November | Neapel ( Italien)                                                          | Trilaterales Treffen mit dem italienischen Staatspräsidenten Giorgio Napolitano und dem polnischen Präsidenten Bronisław Komorowski |
| 5. und 6. Dezember   | Vatikanstadt ( Vatikanstadt) und Rom ( Italien)                            | u. a. Privataudienz bei Papst Benedikt XVI. |
| 7. und 8. Dezember   | Zagreb ( Kroatien)                                                         | u. a. Treffen mit dem kroatischen Präsidenten Ivo Josipović |
| 17. bis 19. Dezember | Masar-e Scharif und Kabul ( Afghanistan)                                   | Besuch deutscher Bundeswehr-Truppen und Treffen mit dem afghanischen Präsidenten Hamid Karzai |

## 2013
| Datum               | Ort                                                  | Hauptgrund |
| ------------------- | ---------------------------------------------------- | --- |
| 25. Februar         | Genf ( Schweiz)                                      | Gauck hielt eine Rede vor dem Menschenrechtsrat der Vereinten Nationen, besichtigte das Museum des Internationalen Roten Kreuzes und besuchte die Deutsche Schule Genf, um dort mit Schülern über Menschenrechte zu diskutieren.                                                                                 |
| 17. bis 20. März    | Addis Abeba und Lalibela ( Äthiopien)                | u. a. Treffen mit dem äthiopischen Premierminister Hailemariam Desalegn, dem äthiopischen Präsidenten Girma Wolde-Giorgis und der Kommissionsvorsitzenden der Afrikanischen Union Nkosazana Dlamini-Zuma |
| 24. März            | Sant’Anna di Stazzema ( Italien)                     | Treffen mit dem italienischen Staatspräsidenten Giorgio Napolitano |
| 22. April           | Straßburg ( Frankreich)                              | Rede vor der Parlamentarischen Versammlung des Europarates, Besuch des Europäischen Gerichtshofes für Menschenrechte |

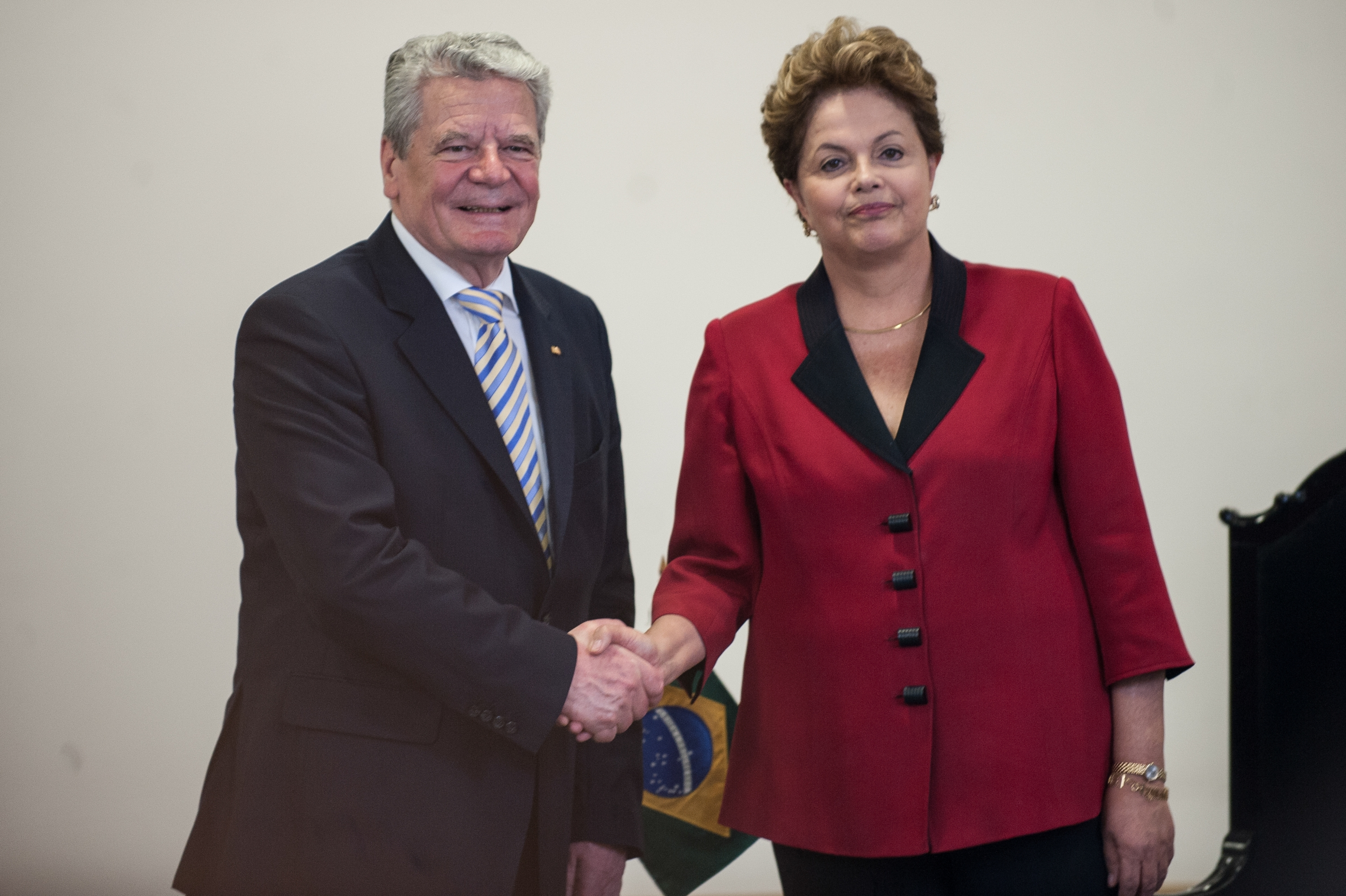
Bundespräsident Joachim Gauck mit der brasilianischen Präsidentin Dilma Rousseff

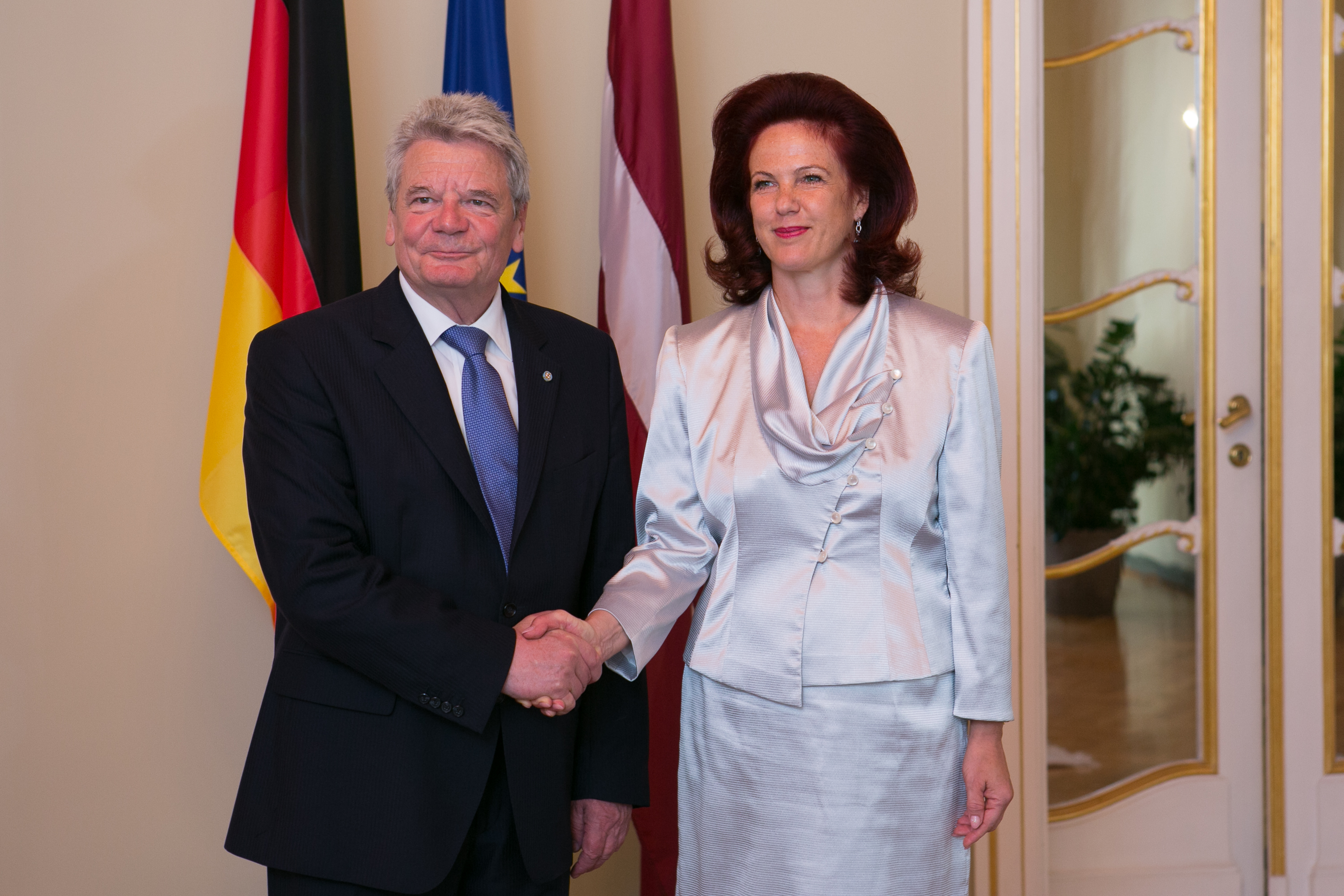
Bundespräsident Joachim Gauck mit der lettischen Parlamentspräsidentin Solvita Āboltiņa

| 8. bis 12. Mai      | Bogotá und Medellín ( Kolumbien)                     | - Besuch der Kirche San Francisco - Kranzniederlegung am Denkmal für Simon Bolivar - Treffen mit Präsident Santos Caldéron - Fahrt mit der Stadtseilbahn - Besuch des Botanischen Gartens |
| 13. bis 16. Mai     | São Paulo und Rio de Janeiro ( Brasilien)            | - Treffen mit Präsidentin Dilma Rousseff - Teilnahme an den Deutsch-Brasilianischen Wirtschaftstagen - Besuch des Werkes von Volkswagen - Treffen mit dem Gouverneur von Rio de Janeiro Sergio Cabral - Fahrt mit der Zahnradbahn durch den Nationalpark „Floresta da Tijuca“ - Besichtigung der Christus-Statue |
| 30. Mai             | Den Haag ( Niederlande)                              | Besuch des Internationalen Strafgerichtshofes, des Internationalen Strafgerichtshofes für das ehemalige Jugoslawien sowie des Internationalen Gerichtshofes |
| 5. und 6. Juli      | Savonlinna und Turku ( Finnland)                     | - Treffen mit Präsident Sauli Niinistö - Teilnahme an der Eröffnungsaufführung der Opernfestspiele Savonlinna auf der Burg Olavinlinna |
| 6. bis 8. Juli      | Riga ( Lettland)                                     | - Treffen mit Präsident Andris Bērziņš - Besuch im Okkupationsmuseum - Treffen mit Ministerpräsident Valdis Dombrovskis |
| 8. und 10. Juli     | Valmiera und Tallinn ( Estland)                      | |
| 10. bis 13. Juli    | Vilnius, Palanga, Klaipėda und Nida ( Litauen)       | |
| 19. Juli            | Salzburg ( Österreich)                               | |
| 3. bis 5. September | Paris, Oradour-sur-Glane und Marseille ( Frankreich) | 5. Staatsbesuch: Frankreich Dort besuchte Gauck Oradour-sur-Glane, wo Soldaten der Waffen-SS am 10. Juni 1944 642 von 648 Dorfbewohnern ermordeten. Davor war Gauck schon in Sant’Anna di Stazzema (Toskana), Lidice (Tschechien) und Breda (Niederlande).                                                       |
| 9. September        | Innsbruck ( Österreich)                              | Teilnahme am Treffen der deutschsprachigen Staatsoberhäupter |
| 7. und 8. Oktober   | Krakau ( Polen)                                      | Unter anderem Teilnahme an einem trilateralen Treffen mit den Staatsoberhäuptern Polens und Italiens |
| 18. Oktober         | Słubice ( Polen)                                     | |
| 10. Dezember        | Johannesburg ( Südafrika)                            | Teilnahme an der Gedenkfeier für den ehemaligen südafrikanischen Präsidenten Nelson Mandela |

## 2014

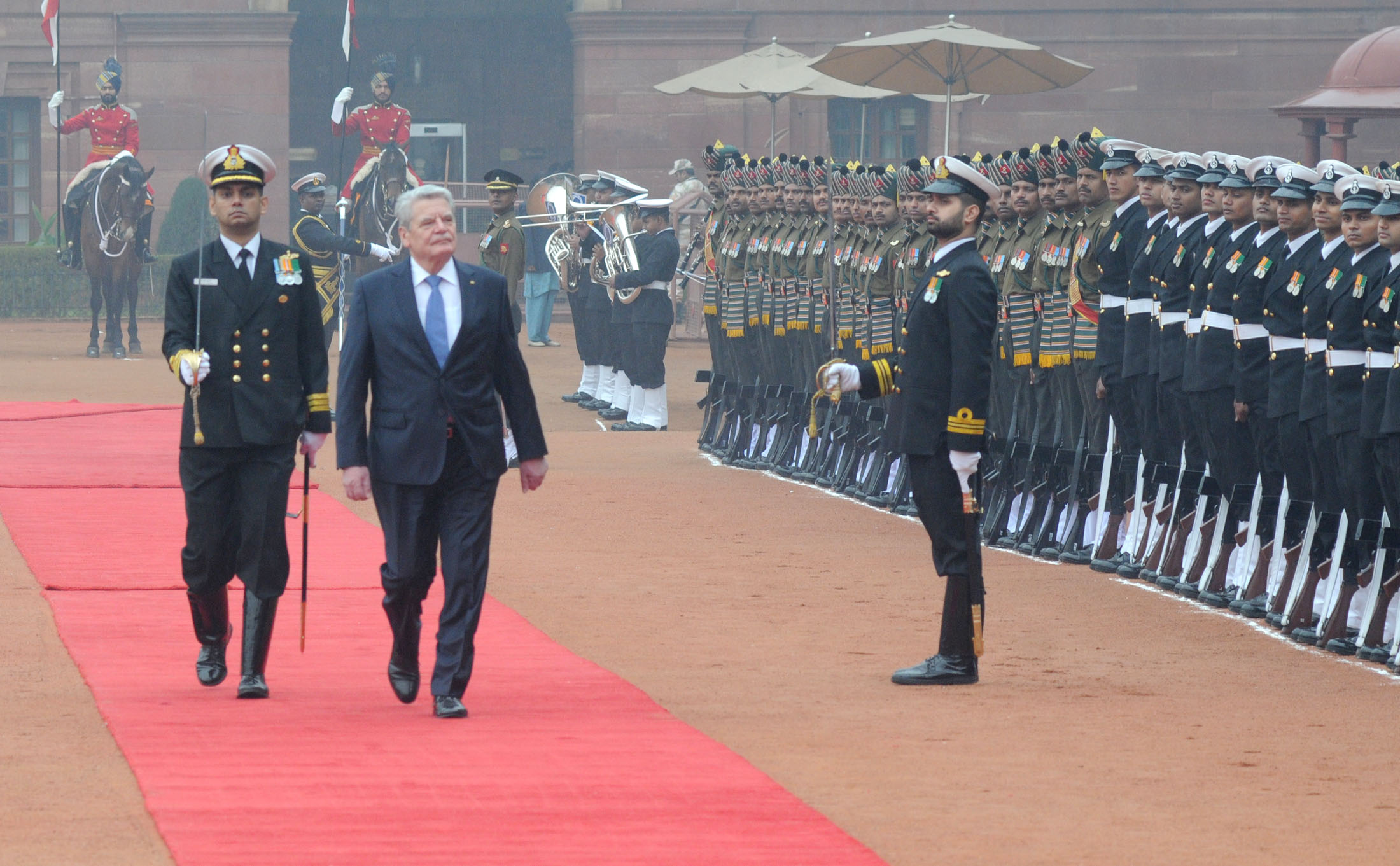
Bundespräsident Joachim Gauck beim Abschreiten der Ehrenformation in Indien

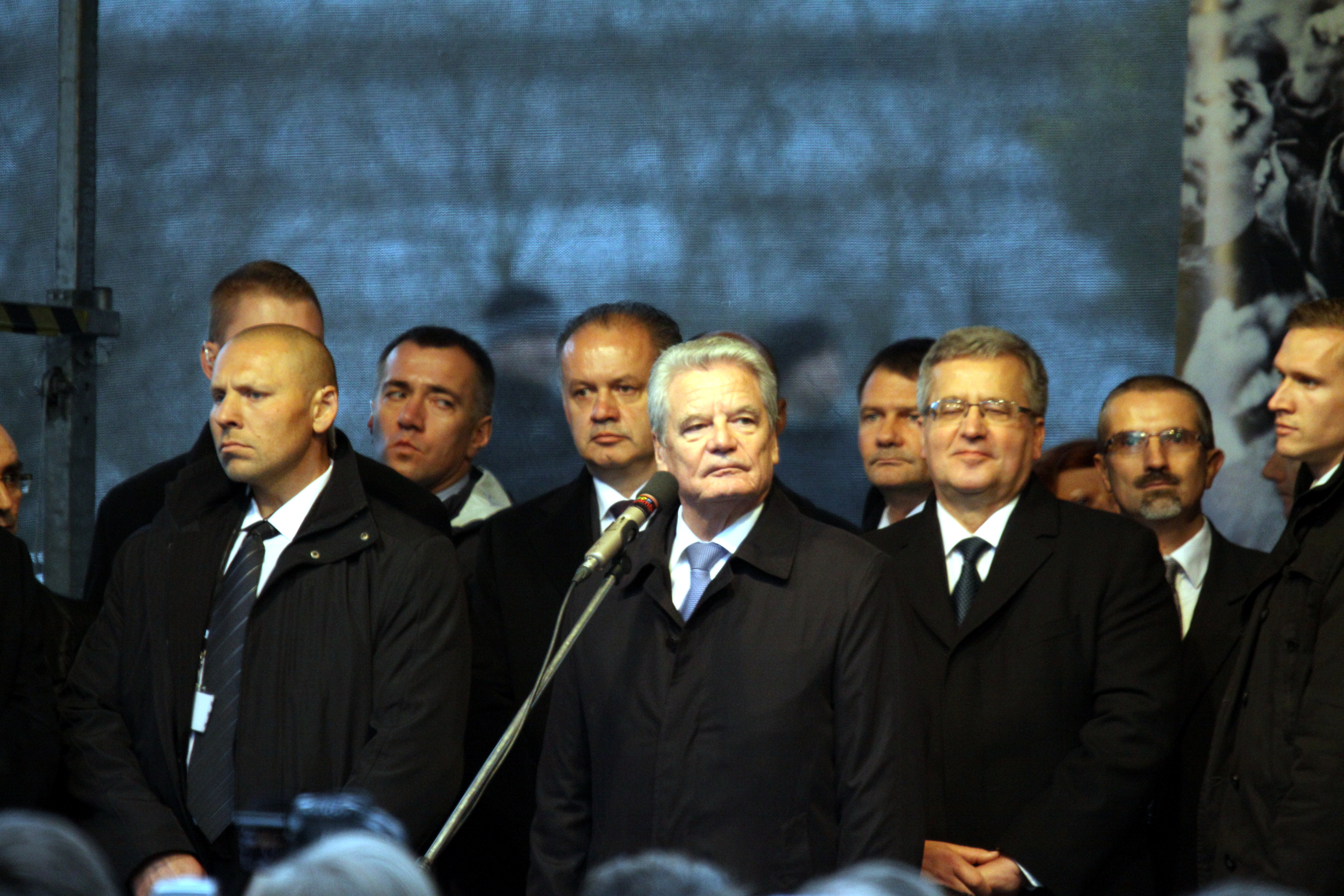
Bundespräsident Joachim Gauck bei den Feierlichkeiten zum 25-jährigen Jubiläum der Samtenen Revolution in Prag

Am 8. Dezember 2013 meldete Der Spiegel, Gauck habe der russischen Regierung in der vergangenen Woche mitteilen lassen, dass er im Februar 2014 nicht zu den Olympischen Winterspielen in Sotschi reisen werde. Die Absage sei „nach Informationen des Spiegel als Kritik an den Menschenrechtsverletzungen und der Drangsalierung der Opposition in Russland zu verstehen“. Demgegenüber erklärte eine Sprecherin Gaucks, seine Entscheidung, die Spiele nicht zu besuchen, sei nicht als Boykott zu verstehen. So habe auch 2010 der damalige Bundespräsident Horst Köhler auf die Reise zu den Winterspielen in Vancouver verzichtet.
| Datum                 | Ort                                                               | Hauptgrund |
| --------------------- | ----------------------------------------------------------------- | --- |
| 4. bis 8. Februar     | Neu-Delhi und Bengaluru ( Indien)                                 | Staatsbesuch - Treffen mit dem Präsidenten von Indien Pranab Mukherjee - Kranzniederlegung an der Einäscherungsstätte von Mahatma Gandhi - Treffen mit dem Premierminister Manmohan Singh - Besuch der Firma Infosys - Besuch der Firma Bosch India - Besichtigung des COIR-Kokosfaserprojektes                                                 |
| 9. bis 12. Februar    | Rangun und Naypyidaw ( Myanmar)                                   | Staatsbesuch - Besichtigung der Shwedagon Pagode - Treffen mit dem Präsidenten von Myanmar Thein Sein - Begrüßung und Teilnahme an der Eröffnung des Goethe-Instituts Rangun |
| 5. bis 7. März        | Athen und Ioannina ( Griechenland)                                | Staatsbesuch - Treffen mit dem Präsidenten von Griechenland Karolos Papoulias und seiner Frau May Papoulia - Kranzniederlegung am Grabmal des unbekannten Soldaten - Kranzniederlegung am Mahnmal von Lingiades |
| 1. bis 2. April       | Bern und Genf ( Schweiz)                                          | Treffen mit dem Schweizer Bundespräsidenten Didier Burkhalter und Besichtigung des CERN |
| 26. bis 29. April     | Kahramanmaraş, Ankara und Istanbul ( Türkei)                      | - Besuch eines Flüchtlingslagers in Kahramanmaraş - Treffen mit dem türkischen Staatspräsidenten Abdullah Gül und dem türkischen Ministerpräsidenten Recep Tayyip Erdoğan in Ankara - Eröffnung der Türkisch-Deutschen Universität in Istanbul und Besichtigung der Hagia Sophia                                                                |
| 5. bis 7. Mai         | Prag und Mladá Boleslav ( Tschechien)                             | - Treffen mit dem tschechischen Präsidenten Miloš Zeman und dem tschechischen Ministerpräsidenten Bohuslav Sobotka in Prag - Verleihung der Gedenkmedaille der Karls-Universität Prag in Gold an den Bundespräsidenten - Besuch des Hauptsitzes von Škoda in Mladá Boleslav                                                                     |
| 13. Mai               | Uddel ( Niederlande)                                              | Besuch beim I. Deutsch-Niederländischen Korps |
| 4. Juni               | Warschau ( Polen)                                                 | Teilnahme an den Feierlichkeiten zum 25. Jahrestag der ersten halbfreien Wahlen in Polen |
| 7. Juni               | Kiew ( Ukraine)                                                   | Teilnahme an der Amtseinführung von Petro Poroschenko |
| 10. bis 13. Juni      | Oslo und Trondheim ( Norwegen)                                    | Staatsbesuch - Treffen mit König Harald V. und Königin Sonja - Treffen mit Ministerpräsidentin Erna Solberg - Eröffnung des Youngwood-Festivals in Oslo - Besuch der Norwegischen Universität für Wissenschaft und Technologie und Gespräch mit Studierenden                                                                                    |
| 16. Juni              | Budapest ( Ungarn)                                                | Treffen mit den Staatsoberhäuptern von Ungarn, Polen, Tschechien und der Slowakei zur Erinnerung an die friedliche Revolution von 1989 |
| 23. bis 25. Juni      | Lissabon und Sintra ( Portugal)                                   | Staatsbesuch - Besuch des Hieronymitenklosters und Kranzniederlegung am Grabmal des Nationaldichters Luís Vaz Camões - Treffen mit dem Präsidenten von Portugal Aníbal Cavaco Silva - Rundgang durch die Montagehalle des Volkswagen Montagewerks „Autoeuropa“                                                                                  |
| 13. Juli              | Rio de Janeiro ( Brasilien)                                       | Besuch des Finalspiels der Fußball-Weltmeisterschaft zwischen Deutschland und Argentinien |
| 3. August             | Hartmannswiller ( Frankreich)                                     | Besuch des Hartmannswillerkopfes; Teilnahme an einer Gedenkveranstaltung zum Ausbruch des Ersten Weltkrieges vor 100 Jahren, gemeinsam mit dem französischen Staatspräsidenten François Hollande |
| 4. August             | Lüttich, Löwen und Mons ( Belgien)                                | Teilnahme an Gedenkveranstaltungen zum Ausbruch des Ersten Weltkrieges vor 100 Jahren, gemeinsam mit weiteren Staatschefs |
| 30. August            | Maastricht ( Niederlande)                                         | Teilnahme an den Feierlichkeiten zum 200. Jubiläum des Königreichs der Niederlande |
| 1. September          | Danzig ( Polen)                                                   | Teilnahme an der Gedenkfeier zum deutschen Überfall auf Polen 1939 |
| 24. bis 27. September | Ottawa, Toronto und Québec ( Kanada)                              | - Treffen mit dem Generalgouverneur von Kanada, dem Premierminister, dem Vorsitzenden des Unterhauses sowie dem Vorsitzenden des Senats - Besuch der Druckerei der Firma Giesecke+Devrient in Ottawa |
| 29. bis 30. September | Braga ( Portugal)                                                 | Treffen der Arraiolos-Gruppe |
| 3. bis 5. November    | Luxemburg, Vianden, Schengen und Esch an der Alzette ( Luxemburg) | - Treffen mit Großherzog Henri, Ministerpräsident Xavier Bettel, Außenminister Jean Asselborn sowie Parlamentspräsident Mars Di Bartolomeo - Teilnahme am Festakt zur Erweiterung des Pumpspeicherkraftwerkes Vianden - Besuch des Denkmals M2000 in Schengen                                                                                   |
| 16. und 17. November  | Bratislava ( Slowakei)                                            | Teilnahme an den offiziellen Feierlichkeiten mit den Präsidenten Polens, Tschechiens, der Slowakei, Ungarns (Visegrád-Staaten) und Deutschlands anlässlich „25 Jahre Samtene Revolution“ |
| 16. und 17. November  | Prag ( Tschechien)                                                | - Gemeinsame Kranzniederlegung mit dem Präsidenten der Slowakei und dem Präsidenten Polens - Zusammentreffen der Präsidenten Polens, der Slowakei, Ungarns und Deutschlands mit dem Präsidenten von Tschechien - Eröffnung der Ausstellung „17. November 1939 und 1989“ - Enthüllung einer Gedenktafel anlässlich „25 Jahre Samtene Revolution“ |
| 25. und 26. November  | Ljubljana und Nova Gorica ( Slowenien)                            | Treffen mit Präsident Borut Pahor und Ministerpräsident Miro Cerar |
| 11. Dezember          | Turin ( Italien)                                                  | Ansprache bei der Eröffnung des ersten Italienisch-Deutschen Dialogforums |

## 2015
| Datum                 | Ort                                                           | Hauptgrund |
| --------------------- | ------------------------------------------------------------- | --- |
| 27. Januar            | Oświęcim ( Polen)                                             | Teilnahme an der Gedenkfeier zum 70. Jahrestages der Befreiung des KZ Auschwitz und des KZ Auschwitz-Birkenau |

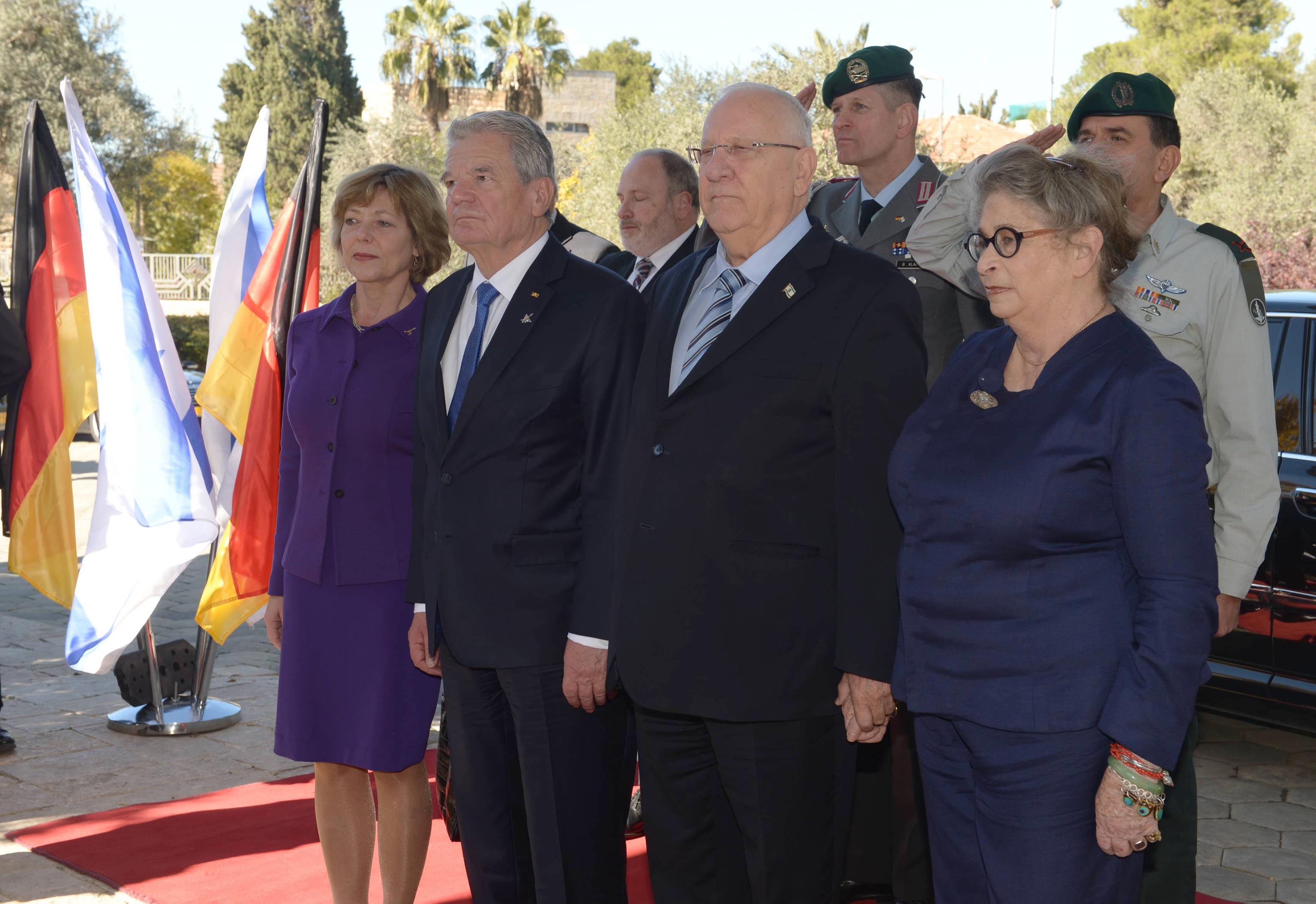
Bundespräsident Joachim Gauck mit dem israelischen Präsidenten Reuven Rivlin samt Partnerinnen

| 3. bis 6. Februar     | Daressalam, Sansibar, Arusha und Seronera ( Tansania)         | - Treffen mit dem tansanischen Präsidenten Jakaya Kikwete - Treffen mit Ali Mohamed Shein, dem Präsidenten von Sansibar - Besuch der Ostafrikanischen Gemeinschaft - Besuch des Serengeti-Nationalparks |
| 22. Februar           | Kiew ( Ukraine)                                               | Teilnahme am Gedenkmarsch für die Opfer der Proteste auf dem Maidan |
| 20. bis 24. März      | Lima, Ayacucho, Cusco, Ollantaytambo und Machu Picchu ( Peru) | - Treffen mit dem peruanischen Staatspräsidenten Ollanta Humala - Besuch der Region um Ayacucho, einer Schwerpunktregion der deutschen Entwicklungszusammenarbeit - Besuch der Ruinenstadt Machu Picchu |
| 24. bis 26. März      | Montevideo ( Uruguay)                                         | Der Staatsbesuch in Uruguay – geplant war unter anderem ein Treffen mit dem uruguayischen Staatspräsidenten Tabaré Vázquez – wurde abgesagt. Bundespräsident Gauck brach seine Südamerikareise aufgrund des Germanwings-Flugzeugabsturzes in Südfrankreich ab und flog von Peru nach Deutschland zurück. |
| 27. April             | Wien ( Österreich)                                            | - Treffen mit dem österreichischen Bundespräsidenten Heinz Fischer - Teilnahme am Staatsakt zum 70. Jahrestag der Gründung der 2. Republik |
| 27. bis 29. April     | Tunis und Siliana ( Tunesien)                                 | - Treffen mit dem tunesischen Präsidenten Beji Caid Essebsi - Treffen mit dem tunesischen Ministerpräsidenten Habib Essid - Treffen mit dem Gouverneur von Siliana und Besichtigung eines deutschen Unternehmens |
| 29. und 30. April     | Valletta, Marsa und Attard ( Malta)                           | - Treffen mit der maltesischen Staatspräsidentin Marie Louise Coleiro Preca - Treffen mit dem maltesischen Premierminister Joseph Muscat - Besuch eines Flüchtlingszentrums in Marsa - Gespräche mit weiteren politischen Vertretern Maltas |
| 4. Mai                | Warschau ( Polen)                                             | Teilnahme am Trauergottesdienst für Władysław Bartoszewski |
| 13. bis 15. Juli      | Dublin, Galway und Cliffs of Moher ( Irland)                  | - Treffen mit dem irischen Präsidenten Michael D. Higgins - Treffen mit dem irischen Ministerpräsidenten Enda Kenny - Verleihung der Ehrendoktorwürde durch die National University of Ireland, Galway - Besichtigung der Cliffs of Moher |
| 16. und 17. September | Vaduz und Triesenberg ( Liechtenstein)                        | - Treffen mit Erbprinz Alois von und zu Liechtenstein - Treffen mit Fürst Hans-Adam II. von und zu Liechtenstein - Teilnahme am Treffen der deutschsprachigen Staatsoberhäupter von Belgien, Deutschland, Liechtenstein, Luxemburg, Österreich und der Schweiz |
| 6. bis 8. Oktober     | Philadelphia und Washington, D.C. ( Vereinigte Staaten)       | - Besichtigung der Liberty Bell und der Independence Hall - Treffen mit dem amerikanischen Präsidenten Barack Obama - Treffen mit dem amerikanischen Vizepräsidenten Joe Biden - Treffen mit dem amerikanischen Außenminister John Kerry |
| 10. bis 14. Oktober   | Seoul und Paju ( Südkorea)                                    | - Staatsbesuch in Südkorea - Treffen mit der südkoreanischen Präsidentin Park Geun-hye - Treffen mit dem Präsidenten der Nationalversammlung Jeong Ui-hwa - Eröffnung der deutsch-koreanischen Wirtschaftskonferenz - Gespräch mit dem Bürgermeister von Seoul, Park Won-soon und Auszeichnung mit der Ehrenbürgerwürde der Stadt Seoul - Eröffnung einer Ausstellung zur Wiedervereinigung und Besichtigung der Demilitarisierten Zone - Besuch eines Werks der LG Group |
| 15. bis 16. Oktober   | Ulaanbaatar und Karakorum ( Mongolei)                         | - Staatsbesuch in der Mongolei - Gespräch mit dem mongolischen Präsidenten Tsachiagiin Elbegdordsch - Gespräch mit dem Vorsitzenden des Parlaments - Gespräch mit mongolischen Soldaten und deren deutschen Ausbildern - Besuch der Deutsch-Mongolischen Hochschule für Rohstoffe und Technologie - Besuch der Ruinenstätte Karakorum |
| 5. und 6. Dezember    | Tel Aviv und Jerusalem ( Israel)                              | - Treffen mit dem israelischen Staatspräsidenten Reuven Rivlin - Treffen mit dem israelischen Ministerpräsidenten Benjamin Netanjahu - Verleihung der Ehrendoktorwürde der Hebräischen Universität Jerusalem |
| 7. und 8. Dezember    | Amman und Azraq ( Jordanien)                                  | - Treffen mit dem König von Jordanien, Abdullah II. bin al-Hussein - Gespräche mit der Zivilgesellschaft - Besuch eines Flüchtlingslagers für syrische Flüchtlinge |

## 2016
| Datum                     | Ort                                                        | Hauptgrund |
| ------------------------- | ---------------------------------------------------------- | --- |
| 20. Januar                | Davos ( Schweiz)                                           | Teilnahme am Weltwirtschaftsforum |

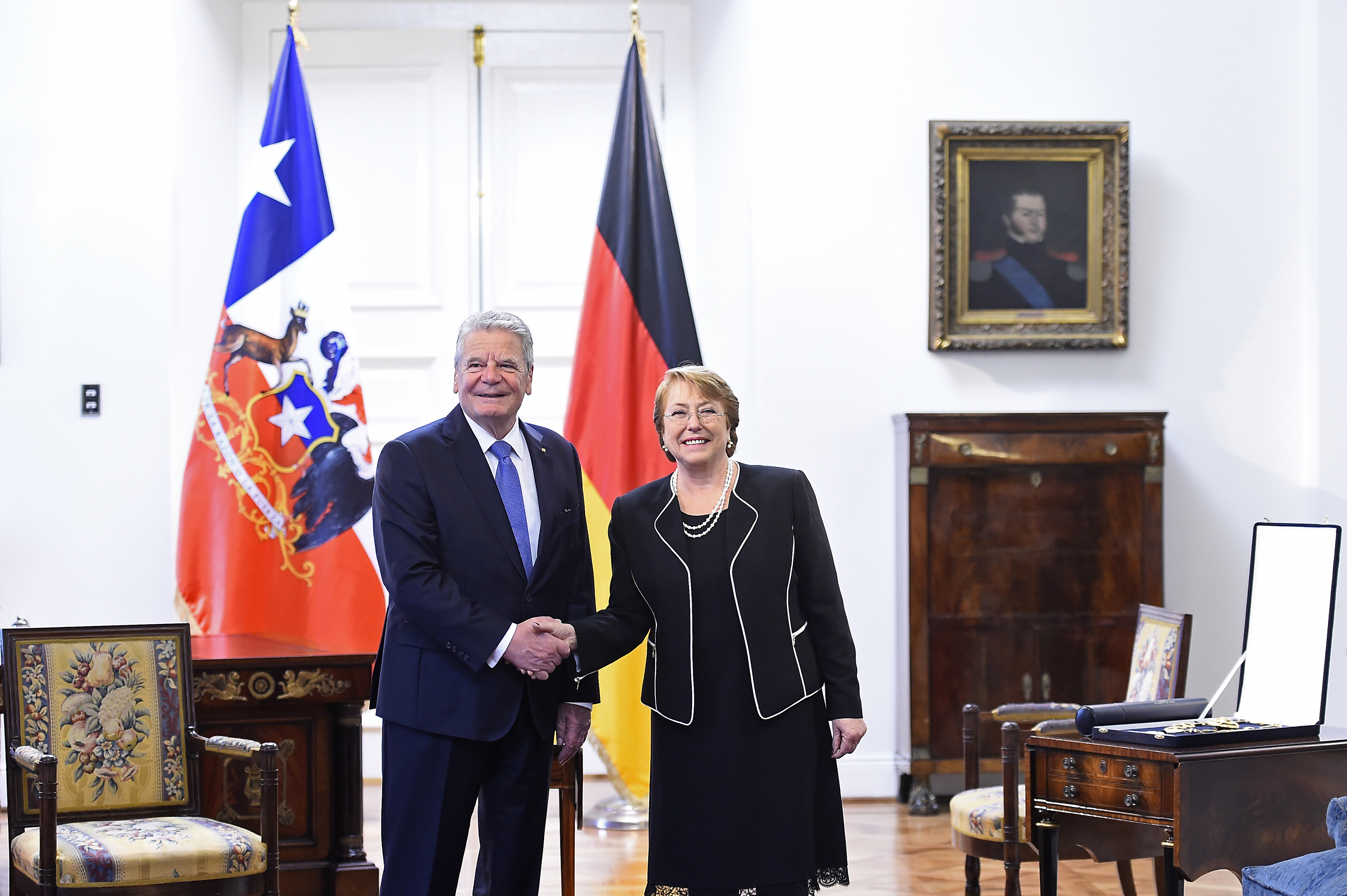
Bundespräsident Joachim Gauck mit der chilenischen Präsidentin Michelle Bachelet

| 8. bis 11. Februar        | Abuja und Lagos ( Nigeria)                                 | - Gespräche mit dem Gouverneur des Bundesstaates Lagos Akinwunmi Ambode, dem Literaturnobelpreisträger Wole Soyinka sowie dem Generalsekretär der ECOWAS Kadré Désiré Ouédraogo - Besuch eines Flüchtlingslagers - Gespräche mit dem Präsidenten Muhammadu Buhari, den Sprechern beider Häuser des Parlaments sowie weiteren Abgeordneten |
| 12. Februar               | Bamako und Koulikoro ( Mali)                               | - Gespräch mit dem Präsidenten Ibrahim Boubacar Keïta - Treffen mit Vertretern der deutschen Entwicklungszusammenarbeit sowie Soldaten der Missionen EUTM Mali, MINUSMA und EUCAP Sahel Mali sowie Vertretern der UNPOL |
| 8. bis 10. März           | Brüssel, Antwerpen, Mechelen, Lüttich und Eupen ( Belgien) | Staatsbesuch - Gespräche mit König Philippe, dem Premierminister Charles Michel, dem Präsidenten der Abgeordnetenkammer Siegfried Bracke, der Präsidentin des Senats Christine Defraigne, dem Bürgermeister von Antwerpen Bart De Wever, der Gouverneurin der Provinz Antwerpen Cathy Berx, dem Bürgermeister der Stadt Lüttich Willy Demeyer, dem Gouverneur der Provinz Lüttich Hervé Jamar, dem Ministerpräsidenten der Deutschsprachigen Gemeinschaft Oliver Paasch sowie dem Bürgermeister der Stadt Eupen Karl Heinz Klinkenberg - Kranzniederlegung am Grabmal des unbekannten Soldaten - Besuch einer Produktionsstätte von Audi sowie des Unternehmens EVS Broadcast Equipment |
| 20. März bis 25. März     | Peking, Shanghai und Xi’an ( Volksrepublik China)          | Staatsbesuch - Gespräch mit Staatspräsident Xi Jinping - Gespräche mit Intellektuellen, Künstlern, Studenten und Vertretern von Religionsgemeinschaften |
| 13. April                 | Turin ( Italien)                                           | Teilnahme am Italienisch-Deutschen Dialogforum und Treffen mit Staatspräsident Sergio Mattarella |
| 31. Mai und 1. Juni       | Orkney und London ( Vereinigtes Königreich)                | - Teilnahme an einer Gedenkveranstaltung zum 100. Jahrestag des Beginns der Skagerrakschlacht - Besuch des Victoria and Albert Museum - Treffen mit Königin Elisabeth II. |
| 17. Juni                  | Warschau ( Polen)                                          | Treffen mit Staatspräsident Andrzej Duda und Ministerpräsidentin Beata Szydło |
| 20. bis 22. Juni          | Bukarest und Hermannstadt ( Rumänien)                      | - Treffen mit Präsident Klaus Johannis, Ministerpräsident Dacian Cioloș sowie den Vorsitzenden der beiden Parlamentskammern - Gespräch mit Vertretern der der rumänischen und deutschen Wirtschaft - Gespräch mit Vertretern der Zivilgesellschaft |
| 22. bis 24. Juni          | Sofia und Pirdop ( Bulgarien)                              | - Treffen mit Präsident Rossen Plewneliew und Ministerpräsident Bojko Borissow sowie der Präsidentin der Volksversammlung der Republik Bulgarien, Zezka Zatschewa - Teilnahme an der Eröffnung des deutsch-bulgarischen Wirtschaftsforums |
| 24. Juni                  | Ljubljana ( Slowenien)                                     | Treffen mit Präsident Borut Pahor und Teilnahme an den Feierlichkeiten zur Staatsgründung und zum 25. Jahrestag der Unabhängigkeit der Republik Slowenien |
| 11. bis 13. Juli          | Santiago de Chile ( Chile)                                 | Staatsbesuch - Gespräche mit den Vertretern der Verfassungsorgane, unter anderem mit Präsidentin Michelle Bachelet |
| 14. bis 16. Juli          | Montevideo ( Uruguay)                                      | Staatsbesuch - Gespräche mit den Vertretern der Verfassungsorgane, unter anderem mit Präsident Tabaré Vázquez - Teilnahme an der Vorstellung von zwei Sonderbriefmarken der uruguayischen Post anlässlich des 160-jährigen Jubiläums der Aufnahme von diplomatischen Beziehungen zwischen Deutschland und Uruguay - Besuch einer Produktionsstätte des Unternehmens Bader |
| 7. und 8. September       | Brüssel und Eupen ( Belgien)                               | Teilnahme am Treffen der deutschsprachigen Staatsoberhäupter |
| 14. und 15. September     | Sofia und Plowdiw ( Bulgarien)                             | Teilnahme am Treffen der Arraiolos-Gruppe |
| 29. September             | Kiew ( Ukraine)                                            | Teilnahme an den Gedenkveranstaltungen zum 75. Jahrestag der Massenhinrichtungen von Babyn Jar |
| 30. September             | Jerusalem ( Israel)                                        | Teilnahme an den Trauerfeierlichkeiten für den ehemaligen israelischen Staatspräsidenten Schimon Peres |
| 10. November              | Danzig ( Polen)                                            | Besuch des Europäischen Zentrums der Solidarität |
| 13. bis 18. November 2016 | Tokio, Kyōto und Nagasaki ( Japan)                         | - Politische Gespräche mit Kaiser Akihito, Ministerpräsident Shinzō Abe, Kronprinz Naruhito sowie Vertretern des Parlamentes - Rede vor Studierenden an der Waseda-Universität - Besuch des Ginkaku-ji sowie des Friedensparkes |
| 28. November              | Stettin ( Polen)                                           | Besuch des Multinationalen Korps Nord-Ost der NATO in Begleitung des polnischen Präsidenten Andrzej Duda |

## 2017
| Datum              | Ort                                    | Hauptgrund |
| ------------------ | -------------------------------------- | --- |
| 25. und 26. Januar | Paris ( Frankreich)                    | Treffen mit dem französischen Präsidenten François Hollande und Auszeichnung mit der Ehrendoktorwürde der Universität Paris-Sorbonne                        |
| 1. Februar         | Madrid ( Spanien)                      | Mittagessen mit dem spanischen König Felipe VI. und Königin Letizia sowie Besuch des Museo del Prado                                                        |
| 6. und 7. Februar  | Den Haag und Maastricht ( Niederlande) | - Treffen mit König Willem-Alexander und Königin Máxima - Besuch des Museums Mauritshuis - Auszeichnung mit der Ehrendoktorwürde der Universität Maastricht |
| 9. Februar         | Riga ( Lettland)                       | Treffen mit dem lettischen Präsidenten Raimonds Vējonis, der litauischen Präsidentin Dalia Grybauskaitė und der estnischen Präsidentin Kersti Kaljulaid     |